# Sapogenine

Das Sapogenin Yamogenin

Sapogenine sind chemische Verbindungen aus der Gruppe der Triterpene. Sapogenine sind die Aglykone der Saponine, zum Beispiel aus dem chilenischen Seifenbaum Quillaja saponaria. Beispiele für Sapogenine sind Quillajasäure, Gypsogenin, Yamogenin Tiggenin, Neogitogenin, Tokorogenin, Diosgenin, Hecogenin oder Digitogenin.